# Кочетков, Михаил Андреевич
Михаил Андреевич Кочетков (8 ноября 1904, Балашов — 3 июля 1967, Москва) — советский разведчик, военный педагог. Генерал-лейтенант (1945).

## Биография

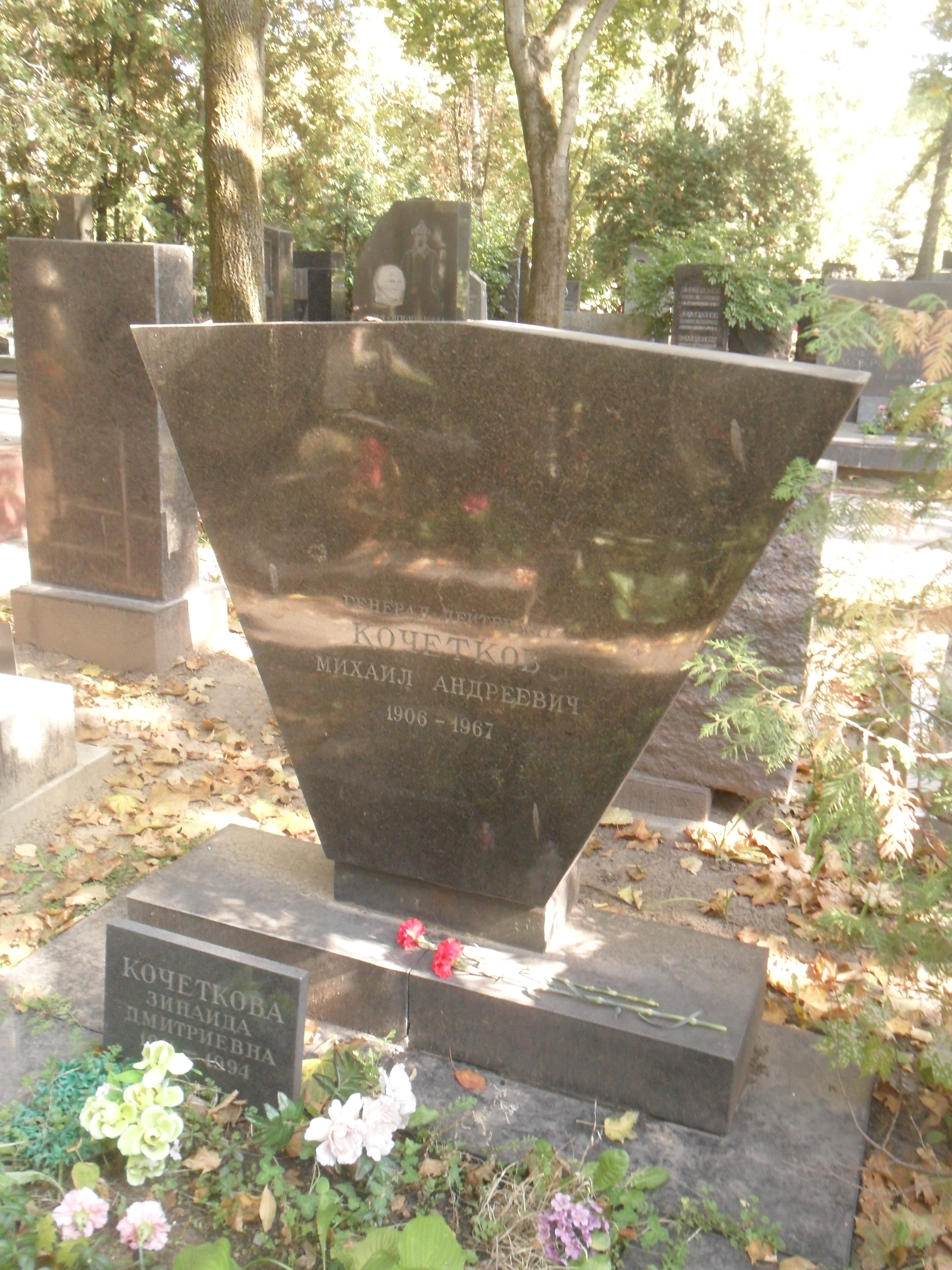
Могила Кочеткова на Новодевичьем кладбище Москвы.

Русский, из рабочих. Член партии с 1925 года. В 1921 году вступил в Рабоче-Крестьянскую Красную Армию.
Окончил железнодорожную школу (1917), пехотное отделение 1-й Советской Объединённой военной школы им. ВЦИК (1924), Восточный факультет Военной академии РККА имени М. В. Фрунзе (1934), Курсы усовершенствования командного состава по разведке при Разведывательном управлении Штаба РККА (1935), Академию Генерального Штаба (1951).
В декабре 1937 — июне 1938 года — начальник учебной части Хлебниковских курсов усовершенствования командного состава запаса. В июне 1938 — сентябрь 1940 года — преподаватель тактики кафедры службы штабов, кафедры общей тактики Военной академии РККА имени М. В. Фрунзе. Участник боев у реки Халхин-Гол, Советско-Финской войны. В сентябре 1940 — мае 1941 года — начальник 2-го факультета Высшей специальной школы Генерального Штаба РККА.
Участник Великой Отечественной войны. Начальник РО штабов Центрального, Брянского, Юго-Восточного, Сталинградского и Воронежского фронтов (с августа 1941 по 1943 годы). С 1943 начальник Высшей разведывательной школы Генштаба. 24 июня 1945 года был командиром сводного расчета Высшей специальной школы Генерального Штаба РККА на историческом параде Победы.
После ВОВ — начальник Высших академических курсов офицеров разведки при Генеральном Штабе, Разведывательного управления штаба Центральной группы войск в Австрии, 5-го (диверсионного), 6-го (оперативного) управлений ГРУ, Военно-дипломатической академии Советской Армии, военный атташе при посольстве СССР в ГДР.

## Награды
Кавалер советских орденов Ленина и Красного Знамени, медалей «За оборону Москвы», «За оборону Сталинграда» и «За победу над Германией», югославского ордена Партизанской Звезды I степени (золотого).